# Susan Allen

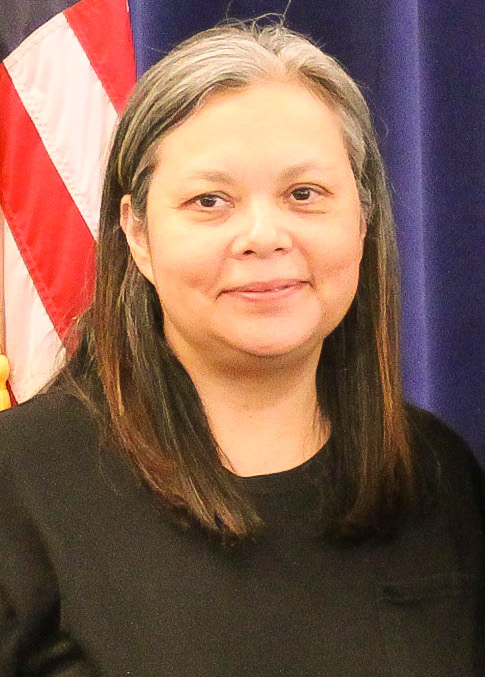
Susan Allen

Susan Allen (* 27. März 1963) ist eine US-amerikanische, nicht-binäre, politische Person.

## Leben
Allen besuchte das Augsburg College und studierte an der University of New Mexico Law School und am William Mitchell College of Law Rechtswissenschaften. Nach dem Studium wurde Allen als Rechtsanwältin tätig und ist seit Januar 2012 als Abgeordnete im Repräsentantenhaus von Minnesota. Allen ist Mitglied der Minnesota Democratic-Farmer-Labor Party (DFL). Allen wohnt in Minneapolis, Minnesota. Die Lebenspartnerin ist Amber Gianera.
Als Susan Allen 2012 in das Repräsentantenhaus von Minnesota gewählt wurde, war Allen die erste offen lesbische Native American, die ein Amt in einem Bundesstaatsparlament erlangte. Doch diesen Erfolg als einen alleinigen Verdienst der lesbischen Community darzustellen, verschleiert einen weiteren Aspekt von Allens Identität, der direkt mit ihrer indianischen Abstammung verbunden ist: Allen identifiziert sich auch als „Two-Spirit“. Während die Amerikaner zunehmend mit den Elementen vertraut sind, die die moderne LGBTQ-Abkürzung ausmachen, bleiben andere, oft ältere queere Identitäten wie Two-Spirit unbeachtet. Doch wenn es nach Allen und anderen Two-Spirit-Anhängern geht, wird sich das ändern.